# 帝國議會 (納粹德國)

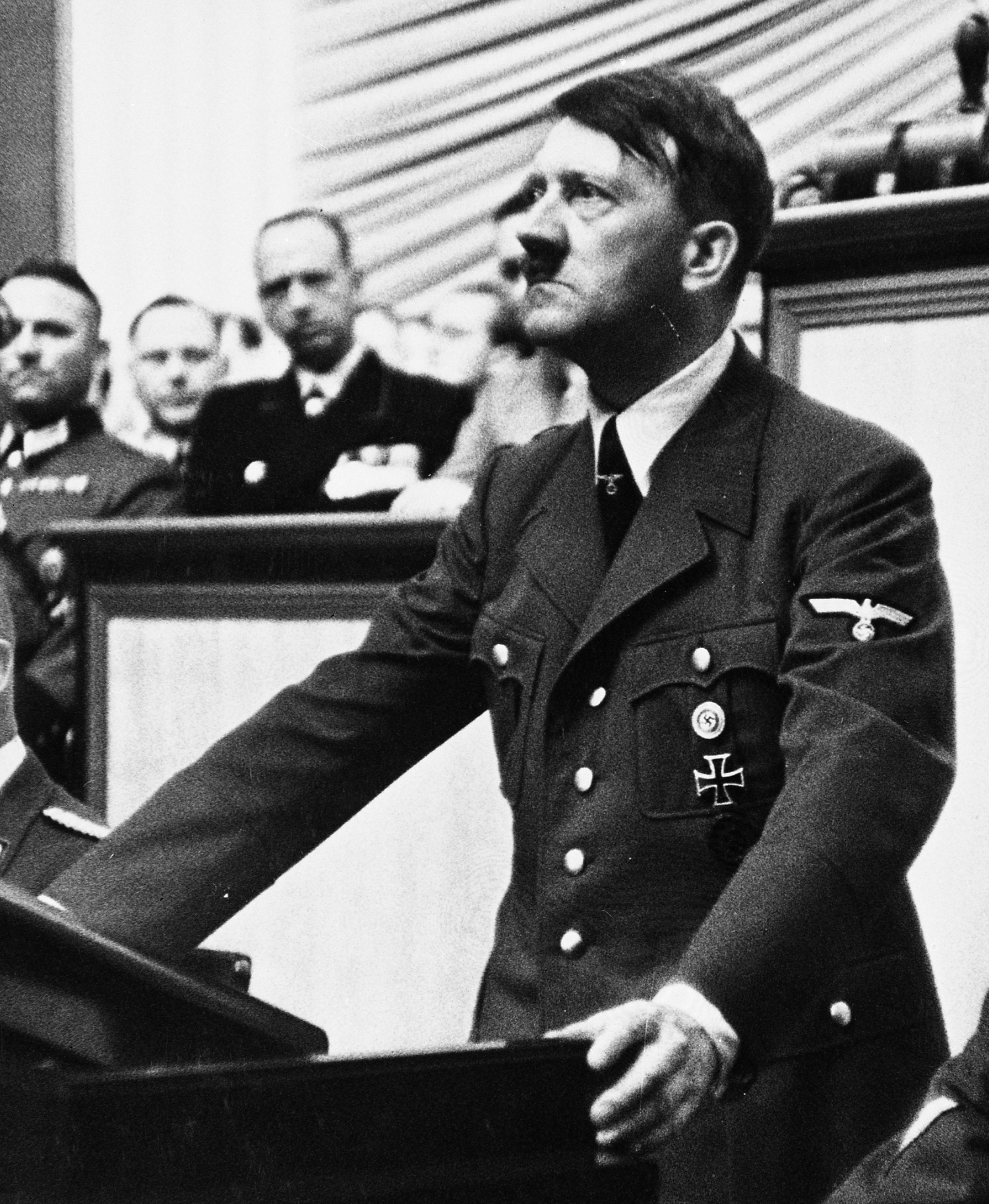
希特勒在帝國議會（1939年）

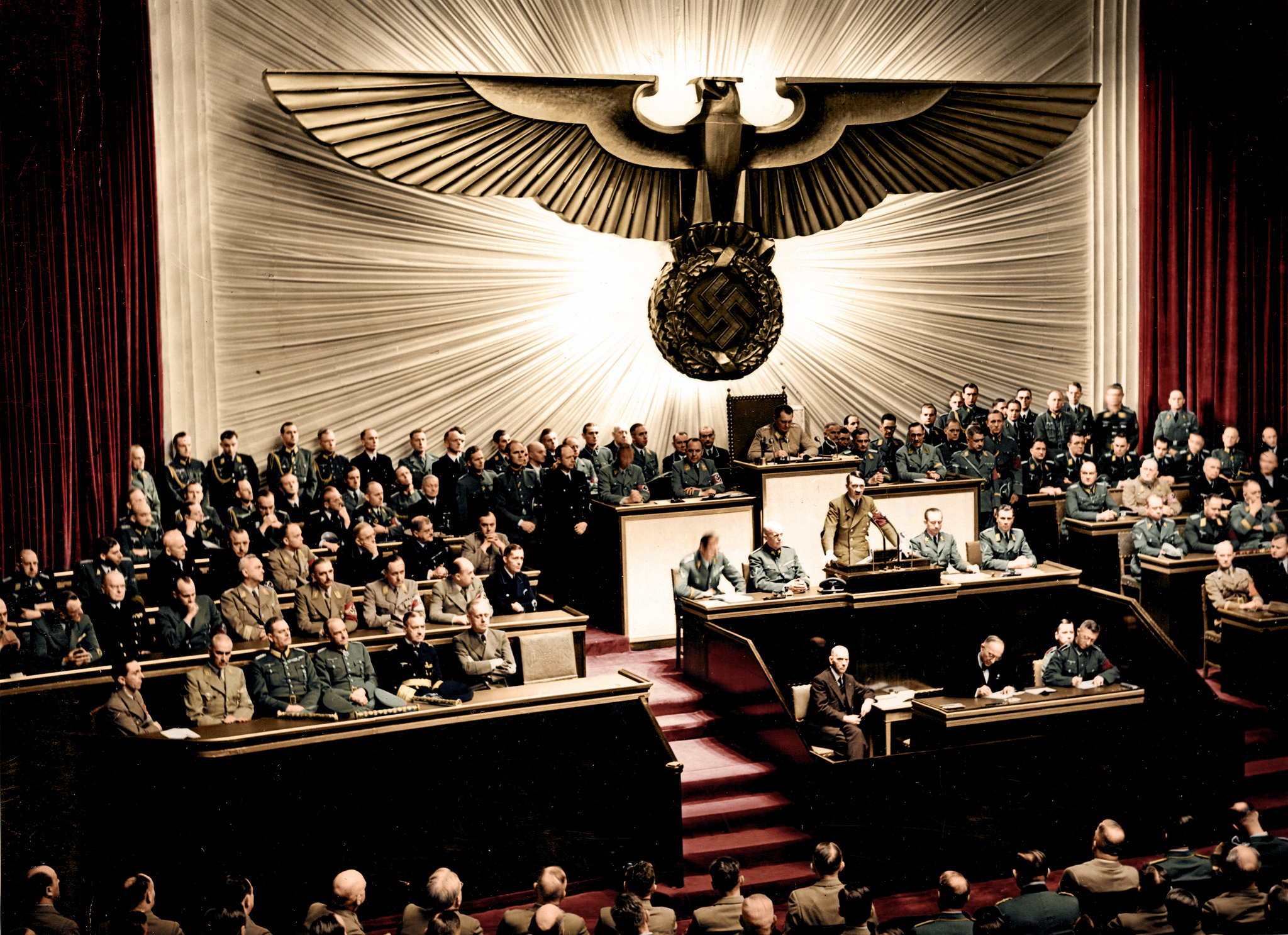
希特勒在帝國議會对美国宣战（1941年12月11日）

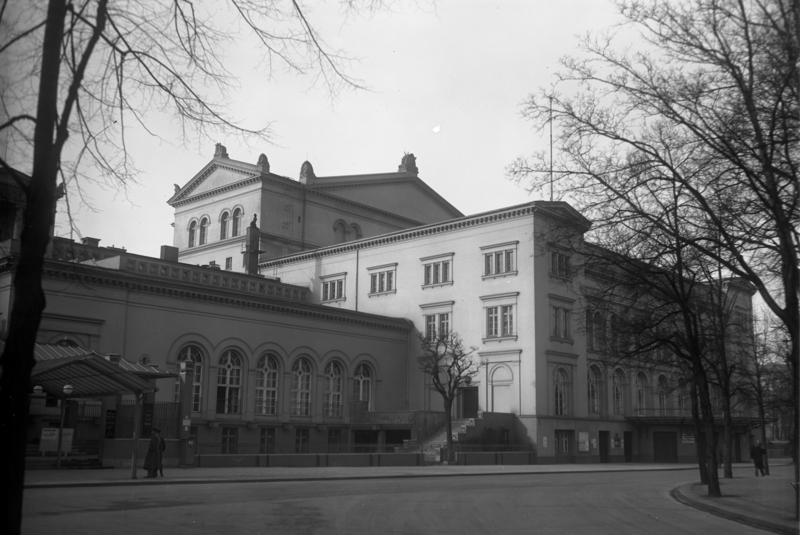
柏林克罗尔歌剧院

大德意志帝國議會（德語：Großdeutscher Reichstag），设于柏林，是1933年至1945年的納粹德國议会，并为德国名义上的最高立法机关。德国纳粹党在成功夺取政权后，迫使政府通过了《1933年授权法》，将原魏玛共和国议会转变成永远支持阿道夫·希特勒的橡皮图章议会。
这期间的大多数议案都得到一致通过；此外，希特勒经常于此发表各种演讲。从1933年3月至1942年4月26日，这个纯仪式性的议会一共召开了20次。纳粹德国国会的主席始终是赫尔曼·戈林。在此期间，因为与会者频繁的在会场唱纳粹德国国歌，国会被德国国民戏称作“德国最昂贵的歌唱俱乐部”。

## 背景
在1920-1923年以及1930年开始，有两个非由宪法的法定文件，可以绕过魏玛共和国民选国会： 
1. 《憲法》第48条紧急命令，赋予聯邦大總統的特殊权力；
2. 《授权法》施行，尤其1919年至1923年，以及最後的1933年。

其中，第一个文件在1930年后被普遍使用。由于德国国会的十分复杂的比例代表制，国会内很难拥有一个稳定的多数党。在通常情况下，当上一个总理被议会投票下台时，对继任者的投票难以获得半数支持，因此不乏总理必须以宪法第48条成立一个仅能处理基础商业事务的政府。
在1933年2月27日的德国国会大厦纵火事件发生后，也是颁发保护德国及其人民法的后一天，希特勒使用的这些立法上的漏洞，在1933年3月23日强制德国议会通过德国《授权法》。在批准该法案后，德国国会以三分之二多数票通过此法案，并允许政府（总理）直接根据自己的需求颁布为期四年的法律。在一些情况下，这些由总理颁布的法律可能会违反宪法，但是否违反却始终被德国政府所忽略。从那以后，尽管从法律的角度仅有德国政府可以直接颁布正式的法律，权利事实上属于德国元首希特勒。德国国会实际上失去了立法权，并放弃行使立法权的责任。
在1933年秋，所有非纳粹党派都被禁止或因恐吓而关闭，纳粹党成为德国唯一合法的党派——但实际上该国自“授权法”通过以来已成为一党制国家。
在1933年和1939年之间，德国国会共召开过12次会议，并仅颁布四个法律：
- 重建帝国法案，颁布于1934年，用于将德国转变为一个高度中央集权的国家；
- 纽伦堡法案，颁布于1935年，该法案实际上为三个独立的法律；

所有法案均获得国会的一致通过。仅仅八年之后，第二次世界大战就在德国爆发。

## 国会建筑
因国会焚毁事件，原国会建筑德国国会大厦已经无法使用；所以德国政府将克罗尔歌剧院改造成新的国会建筑，在此举办第三帝国国会的所有会议。
选择这个建筑的原因有二：
- 便捷的位置（紧邻原德国国会大厦）；
- 众多的座位（便于使用）。

在1943年11月12日盟军的轰炸中，该歌剧院所在建筑受损，并无法继续使用；这一天恰好是第一次纳粹德国国会的选举的十周年纪念日。该歌剧院建筑在1945年的柏林战役中被彻底摧毁。

## 国会选举

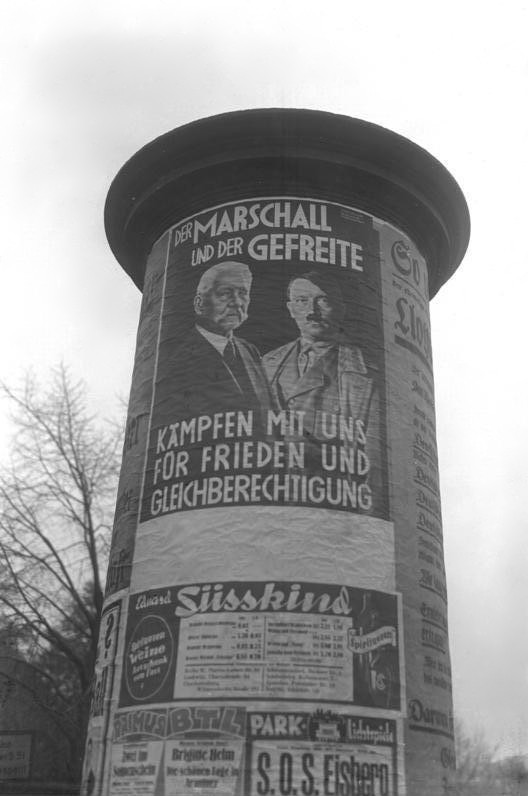
兴登堡和希特勒的竞选海报（1933年），上书：“元帥与我们一同为和平而战”

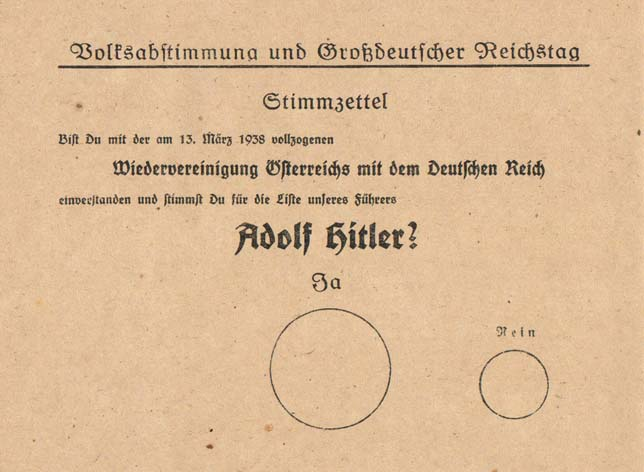
全民投票时的选票内容（1938年3月13日）。上书："你是否同意奥地利-德意志帝国统一法案？你是否支持纳粹党领导人阿道夫·希特勒？" 大圆圈标示“是”；小圆圈表示“不是”。

1933年3月的选举是第二次世界大战前的最后一次选举，也是最后一次未被完全控制的选举。在那之后，虽然选举继续举行，选民只能在纳粹党员和“客人”中进行选择，而这些“客人”与纳粹党员一样，完全的支持希特勒。这段时间的选举都是完全公开的；选民常常受到纳粹党的威胁：如果选民们不投票或投纳粹党的反对票，他们将会有生命危险。因此，纳粹德国的每次选举中，纳粹党员都获得超过90%的席位。
- 1933年3月5日：举行1933年3月德国国会选举。选举日期前六天，德国议会大厦在国会纵火案中被焚毁。纳粹党借此将共产党列为非法政党。本次选举中纳粹党赢得33/35的议会席位和43.9%的总选票，使得纳粹党在选举中领先并成为第一大党。
- 1933年11月12日：举行1933年11月德国国会选举，并对德国退出國際聯盟的决定进行全民投票（投票通过率92%）。本次選舉後，所有国会代表均为纳粹党员或其支持者。
- 1934年8月19日：依照1934年德国全民公投结果，追溯并核准阿道夫·希特勒為保罗·冯·兴登堡的繼承人。（投票通过率88.1%）
- 1936年3月29日：举行1936年德国国会选举，并对萊茵蘭重軍事化决定进行全民投票。 本次投票中"选举"和萊茵蘭重軍事化被合并成同一个问题。
- 1938年4月10日：举行1938年德国国会选举，并对德国吞并奥地利决定进行全民投票。本届议员任期为1939年至1943年。
- 1938年12月4日：对占领新苏台德地区进行新议员投票。纳粹党员也赢得了所有的席位。

## 最后会期
1942年4月26日，纳粹德国国会在克罗尔歌剧院举行历史上最后一次会期。会期中，国会以全票同意通过一项法令——希特勒被任命为"德国人的最高法官"，并正式替代原司法机构，管理国家的司法权。国会成员仅存的特权也在这次会期被除去；元首成为法律上的唯一决策者，有权决定每一个德国公民的生死。事实上，元首早在1933年就已获得此权利。在此扩展规定下，希特勒出于任何目的任何行为都将不受限制。
为避免在第二次世界大战期间进行选举，希特勒在1943年决定让1938年选举的议员延长任期。1943年1月25日，通過國會議員延任至1947年1月30日，但隨納粹政權於1945年敗亡而未能改選。

## 相关文学作品
- 穿制服的国会大厦：从1933年至1945年的伪议会   （彼得·休伯特著，杜塞尔多夫的-德罗斯特出版社，1992年)，ISBN 3-7700-5167-X
- 额外的统一：从1933年至1945年的国会成员  （约阿希姆·利著，杜塞尔多夫的-德罗斯特出版社，2004年)，ISBN 3-7700-5254-4